# I Am a Hero
I Am a Hero (アイアムアヒーロー, Ai Amu a Hīro) é um mangá de terror japonês de Kengo Hanazawa.

## Outras Obras

### Live-action
Um adaptação em live-action dirigida por Shinsuke Sato e estrelado por Yo Oizumi, Kasumi Arimura e Masami Nagasawa, estreou no Festival de Cinema de Sitges , em 13 de outubro de 2015. A adaptação foi lançado comercialmente no dia 23 de abril de 2016.

### Spin-offs
Há três mangás spin-off escritos pelo mesmo autor e no mesmo universo chamados I Am a Hero in Osaka (アイアムアヒーロー in Osaka, Ai Amu a Hīro in Osaka), I Am a Hero in Ibaraki (アイアムアヒーロー in Ibaraki, Ai Amu a Hīro in Ibaraki) e I Am a Hero in Nagasaki (アイアムアヒーロー in Nagasaki, Ai Amu a Hīro in Nagasaki).

## Enredo

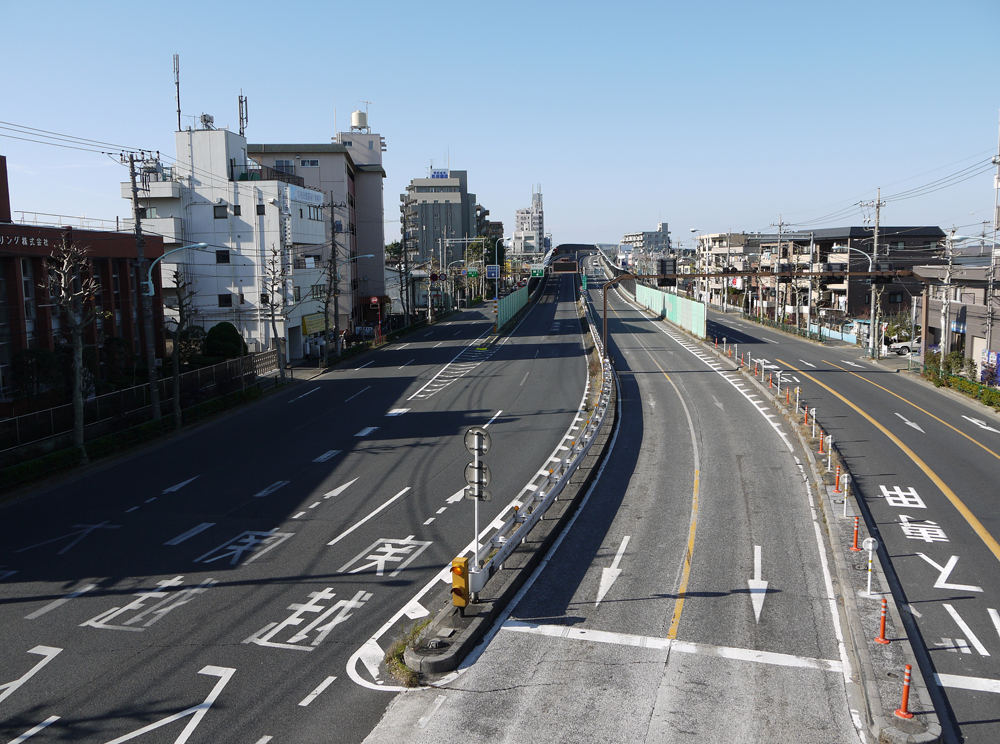
Cenário do início da história, Miharadai Nerima-ku, Tokyo

### I am a Hero
A história começa com Hideo Suzuki, de 35 anos, artista de mangá assistente cuja vida parece estar presa em torno de seu trabalho cansativo e com baixo salário, sonhos desacreditados, estranhas alucinações e relacionamentos insatisfatórios. Ele vê a si mesmo como um personagem coadjuvante em sua própria vida e tem baixa auto-estima, resultando em frustração.
Um dia, o mundo como Hideo conhece é abalado pela presença de uma doença (apelidada de ZQN) que transforma as pessoas em maníacos homicidas que se assemelham e se comportam como zumbis e cujo primeiro instinto é atacar e devorar o humano mais próximo. Armado apenas com sua espingarda, ele corre por sua vida conhecendo estranhos ao longo do caminho. Por um tempo, ele e seus companheiros lutam para se manter vivos, enquanto questionam suas escolhas morais. No final restam apenas três deles que dirigem todo o caminho até o topo do Monte Fuji em busca de um lugar seguro.

### I am a Hero in Osaka
I am a Hero in Osaka é ambientado no início do surto ZQN em Osaka. Este mangá é centrado em torno de um gerente de meio período chamado Tatsuo com um amor por motocicletas e sua jornada para resgatar sua namorada Kozue presa em um avião no Aeroporto Internacional de Kansai, assim como a luta de Kozue pela sobrevivência em um ambiente cada vez mais hostil. Contra todas as probabilidades o casal fez o seu melhor para se reunir com os outros.

### I am a Hero in Ibaraki
I am a Hero in Ibaraki é ambientado no início do surto ZQN em Ibaraki. O foco da história é sobre um aluno de ensino médio iolado e seu cão lutando para sobreviver, não apenas contra o ZQN, mas também contra seus familiares e amigos de infância infectados.

### I am a Hero in Nagasaki
I am a Hero in Nagasaki é definido no início do surto ZQN em Nagasaki. O mangá consiste a história de Yamada, um aluno que largou o ensino médio e virou fotógrafo que sofre de alucinações vívidas trazidas por uma forma de antropofobia e Nirei Aya uma campeã nacional de Kyūdō e ex-colega de Yamada. A história narra a viagem deles para a Ilha Hashima, um lugar aparentemente seguro. Contudo, sua jornada não será ameaçada apenas pelo ZQN, mas também por seus companheiros humanos.

## Personagens
- Hideo Suzuki: Um mangaká sem sorte lutando para publicar sua própria obra enquanto mantem tanto um trabalho como assistente de outro mangaká como uma relação conturbada com a sua namorada. Hideo é um pouco paranoico e mentalmente perturbado, muitas vezes tendo conversas com uma figura imaginaria denominada Yajima, alucinando a presença de faces em torno dele e fantasiando sobre como as conversas com o seu colegas de trabalhadores e a namorada deveriam proceder. Embora ele tenha tido a mão mordida por sua namorada infectada, a mordida não rompeu a pele e nem tirou sangue, evitando por pouco a infecção. Ele parece ter ganho a misteriosa capacidade de manipular os movimentos dos infectados como se fossem marionetes. Depois de Hiromi o deixar Hideo viaja para a cidade e se envolve em um impasse entre ele, o Kurusu Cult, um grupo de sobreviventes e a criatura gigante com que Hiromi juntou-se.
- Hayakari Hiromi: Uma adolescente que é empatica para com os mortos-vivos, que demonstrou, aparentemente, ser capaz de matá-los, dando-lhes encerramento para suas vidas. Mais tarde, ela é infectada, mas ainda mantém a maior parte de sua personalidade.Após a infecção ela perde todos os sintomas superficiais dos infectados (veios negras salientes e olhos vermelhos). Ela eventualmente faz sexo com Hideo antes de permitir que a infecção a leve e ter se juntado à consciência coletiva da infecção, permitindo-se ser consumida por uma criatura enorme do tamanho de um edifício onde seus desejos mais básicos assumem o controle e ela auxilia a criatura em sua tentativa de assassinato de Hideo, uma vez que ele se recusa a se juntar de boa vontade à consciência coletiva da infecção. No último segundo antes de o devorar, no entanto, a Hiromi original luta para volta para a superfície da criatura e ela a convence a deixar de Hideo vivo sob o pretexto de permiti-lo sofrer mais.
- Yabu Oda: Uma ex-enfermeira que foi reduzido ao papel de escrava sexual para o grupo que fica em um centro comercial. Ela escapa com Hideo e Hiromi e entende o significado da condição de Hiromi para potencialmente compreender e criar uma curar para a doença. Ela e Hideo fizeram sexo, mas ela logo descobre que está grávida com o filho de um dos homens do eu antigo grupo. Ela foi posteriormente infectada por um bebê e fez Hiromi matá-la e a criança, esmagando-os em um caminhão de lixo próximo. No entanto é revelado depois de Hiromi junta-se à consciência coletiva que ela estava inconscientemente feliz que ela foi autorizada a matar Oda, uma vez que ela estava com ciúmes dela por ter tido relações sexuais com Hideo.
- Kurusu: O principal ser humano antagonista. Um jovem adulto, que ganhou força sobre-humana, regeneração e velocidade após ser infecção por sua mãe, a quem ele bateu até a morte em um vídeo online para mostrar seus poderes e como matar os infectados. Ele convoca jovens através de um quadro de mensagens para "criar um mundo novo". Ele foi considerado morto em uma briga com um colega imune conhecido como "Nu Imperador" e um membro de seu culto chamado Takeshi, que ganhou poderes semelhantes aos seus. Mais tarde, ele aparece para Hideo depois que Hideo é parcialmente engolido por um zumbi. Ele reaparece com seu culto em Tóquio, tentando derrubar um grupo de sobreviventes, tendo então sobrevivido a sua luta com Takeshi e o Nu Imperador. Antes de ele ganhar seus poderes, Kurusu tinha passado a maior parte de sua vida em um estado de coma, ainda incapaz de se comunicar plenamente e alheio ao mundo ao seu redor.
- Kurusu culto: Jovens que se comunicam em quadros de mensagens e adoram Kurusu. Eles principalmente ficavam em casa até que são recrutados por Kurusu e sobreviveram ao surto em virtude de ficarem isolados em casa.
- Outros além dos personagens principais, dois personagens foram usados para exibir a epidemia ZQN em outras partes do mundo como eles e as pessoas ao redor deles que sucumbem para a infecção. Kazu, colega de Hideo, experiencia o surto em Taipei e é infectado, juntamente com sua namorada. Jan, um Belga, correu de volta para Bruxelas para encontrar seu filho, onde ele repentina e inexplicavelmente perdeu a memória. Depois de viajar por aí e de ver vários zumbis e mutantes ele acaba na catedral de Notre-Dame-de-Lorette e seu destino é desconhecido quando a igreja é provavelmente destruída por ataques aéreos assim como ele começa a mostrar sinais de infecção. Outras histórias paralelas seguem uma menina imune na Itália que está presa em um campanário com um grupo de zumbis, só para ser resgatada por outro imune, um homem que come a carne de infectados e que toma para si a tarefa de proteger e criar a menina.

## Mangá
O mangá é publicado na revista de mangás japonesa Big Comic Spirits publicada pela Shogakukan a partir de 2009. A Shogakukan compilou os capítulos em 21 volumes até agora, começando em 28 de agosto de 2009. O mangá é também publicado na Itália pela GP Mangá, na França pela Kana, na Espanha pela Norma Editorial, no México pela Panini Mangá, na Alemanha pela Carlsen Mangá, na Indonésia pela Level Comics e no estados unidos pela Dark Horse Comics.
Junji Ito escreveu um one-shot spinoff da série intitulado "She Is A Slow Walker" para a Big Comic Spirits em fevereiro de 2016.

## Recepção
Ele foi nomeado para o 3ª, 4ª e 5ª Manga Taisho awards e ganhou o 58º Shogakukan Manga Award na categoria Geral. Em uma lista das "10 Grandes Mangás de Zumbi" do Anime News Network, Jason Thompson colocou I Am a Hero no número 1 considerando-a "provavelmente, o melhor mangá de zumbi de todo os tempos".
Em 30 de novembro de 2015, a série vendeu 4 milhões de cópias.